# Свети Никола (Опила)
Вижте пояснителната страница за други значения на Свети Никола.
„Свети Никола“ (на македонска литературна норма: „Свети Никола“) е възрожденска православна църква в село Опила, община Ранковце, Северна Македония. Църквата е част от Кривопаланското архиерейско наместничество на Кумановско-Осоговската епархия на Македонската православна църква – Охридска архиепископия. 
Църквата е изградена в 1853 година върху основите на храм от ХІІІ - ХІV век. Влиза се със стъпала нагоре, което е рядко за църквите, градени през османското владичество. Надписът на западната страна съдържа имената на ктиторите – Георги Котарин, поп Георги Мулин, Георги Прокупов, Петко Дервиш и Симеон Котарин Устабашията. Представлява еднокорабна сграда с двускатен покрив и полукръгла апсида, като на западната и отчасти на южната страна има отворен трем. Изградена е от камък и тухли, използвани при лъжливите арки над прозорците, сляпата ниша под покрива, както и около каменната розета и кръстовете.
Църквата е изписана в 1904 година от Димитър Папрадишки.